# Entlebuch, Luzern
Entlebuch är en ort och kommun i distriktet Entlebuch i kantonen Luzern, Schweiz. Kommunen har 3 387 invånare (2023).
Kommunens fyra största byar är Entlebuch, Ebnet, Rengg, och Finsterwald.